# Разграбление Рима (455)
Разграбление Рима (ит. Sacco di Roma) — захват и разграбление Рима войском вандалов с 2 по 16 июня 455 года. С этим событием связано возникновение в конце XVIII века термина «вандализм», означающего бессмысленное уничтожение культурных ценностей.

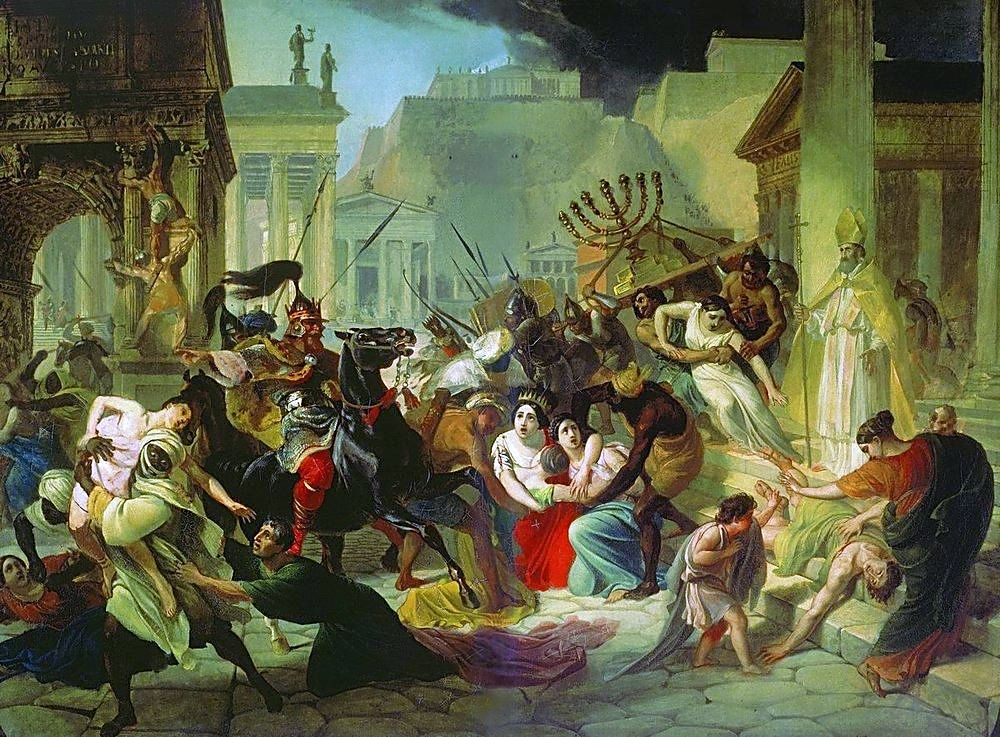
Нашествие Гейзериха на Рим. Эскиз К. Брюллова. Ок. 1834

## Предыстория
В 429 году под давлением вестготов вандалы с аланами под началом короля Гейзериха переправились через Гибралтар в североафриканские провинции Рима и после успешных войн обосновались там. В 439 году, нарушив мирный договор, захватили Карфаген, ставший их столицей. В 442 году император Валентиниан III по новому мирному договору признал право вандалов и аланов на захваченные территории. Мир был гарантирован помолвкой сына вождя вандалов с дочерью императора Евдокией. Договор соблюдался вплоть до убийства Валентиниана.
Наиболее подробно об убийстве Валентиниана и последующих событиях рассказал автор VII века Иоанн Антиохийский по недошедшему до нас сочинению Приска, византийского дипломата и историка середины V века.
Римский сенатор Петроний Максим, отмеченный двумя консульствами, был унижен и оскорблён императором Валентинианом III. Император выиграл в игре в кости у Максима его кольцо и послал это кольцо с доверенным человеком к жене Максима, приказав от его имени явиться во дворец к мужу. Во дворце Валентиниан изнасиловал ничего не подозревающую женщину. Максим никак не проявил своего гнева, но тайно стал готовить месть.
Первым шагом к отмщению, в изложении Иоанна Антиохийского, явилось убийство в сентябре 454 года прославленного полководца Аэция, разгромившего орды Аттилы в 451 году. Влияние Аэция возросло настолько, что стало представлять угрозу подозрительному Валентиниану, в чём его постарался убедить Максим. Император вызвал полководца во дворец, где неожиданно напал на него с мечом в руках. По преданию, после того, как Валентиниан с помощью доверенного евнуха Ираклия зарубил Аэция, он спросил у одного человека: «Не правда ли, смерть Аэция прекрасно исполнена?» Тот ответил: «Прекрасно или нет, я не знаю. Но я знаю, что вы левой рукой отрубили себе правую».
Следующим шагом отмщения стало убийство самого императора. Хотя Иоанн Антиохийский обвиняет в организации заговора Максима, непосредственный свидетель событий Проспер Аквитанский отмечает в своей хронике лишь то, что Максим оказал впоследствии убийцам Валентиниана дружеский приём. Гот Оптила, служивший под началом Аэция и преданный ему, зарубил императора Валентиниана III. У императора не было сыновей или признанных наследников, после смерти Аэция не было и командующего всеми армиями, чем воспользовался Максим. С помощью подкупа он добился провозглашения его императором 17 марта 455 года.
Легитимность власти Максима была под вопросом, поэтому он всего через несколько дней после провозглашения императором женился на Лицинии Евдоксии, вдове Валентиниана III. По свидетельству Проспера он вынудил Евдоксию к браку. Иоанн Антиохийский пишет, что Максим даже угрожал ей смертью. За помощью она обратилась к королю вандалов Гейзериху. Прокопий передал эту историю так:

И вот как-то, находясь с Евдоксией на ложе, он сказал ей, что всё это совершил из-за любви к ней. Евдоксия, сердившаяся на Максима и раньше, желавшая отомстить за его преступление против Валентиниана, теперь от его слов ещё сильнее вскипела на него гневом, и слова Максима, что из-за неё случилось это несчастье с её мужем, побудили её к заговору. 

Как только наступил день, она отправила в Карфаген послание, прося Гизериха отомстить за Валентиниана, умерщвлённого безбожным человеком, недостойным ни его самого, ни его царского звания, и освободить её, терпящую бесчестье от тирана. Она настойчиво твердила, что ему как другу и союзнику, раз совершено столь великое преступление по отношению к царскому дому, было бы недостойно и нечестиво не оказаться мстителем. Она считала, что из Византия ей нечего ждать помощи и отмщения, поскольку Феодосий [отец Евдоксии] уже окончил дни своей жизни и царство перенял Маркиан.
— Прокопий Кесарийский. Война с вандалами, I:4
Версии о призвании варваров в разные части империи были популярны среди историков V века. Вторжение вандалов в Галлию в 406 году объяснялось их призванием туда римским полководцем Стилихоном, вторжение вандалов в 429 году в северную Африку — призванием их римским наместником Бонифацием, поход гуннов на Западно-Римскую империю — призванием Аттилы сестрой императора Гонорией. По-видимому, версию о призвании Евдоксией вандалов на Рим озвучил Приск, а позднее с его слов её подхватили более поздние византийские историки. Свидетель событий Проспер Аквитанский не упоминает об этом, но его современник испанский епископ Идаций уже знал о версии, назвав её «дурными слухами».
Современные историки допускают возможность такого развития событий, основываясь на сообщении Идация о том, что Максим пожелал женить своего сына Палладия на дочери Валентиниана. Так как одна из его дочерей Плацидия была уже замужем за знатным римлянином Олибрием, то речь может идти о другой дочери — Евдокии, которая по предложению Аэция была помолвлена с сыном Гейзериха. Таким образом Гейзерих был лично заинтересован в свержении узурпатора Максима.
Прокопий высказал мнение, что Гейзерих отправился в набег на Рим лишь с целью грабежа.

## Захват Рима
Рим узнал об экспедиции Гейзериха заранее. В городе начались беспорядки, в ходе которых император Максим, процарствовавший менее 3 месяцев, был убит. Проспер Аквитанский кратко и по-видимому наиболее точно описал гибель Максима:

Было объявлено о приближении короля Гейзериха из Африки, и когда толпы в панике ринулись из города, когда он [Максим] в страхе также хотел бежать, разрешив бежать всем остальным, он был зарезан императорскими рабами на его 77-й день правления. Его разорванное на части тело было брошено в Тибр, и он остался без могилы.

77-й день правления соответствует 31 мая или 1 июня 455 года, общепринята первая дата. Поэт из Галлии Сидоний Аполлинарий благодаря родственным связям был хорошо осведомлён о положении в Риме. В одном из писем он обрисовал ситуацию, в которой оказался император Максим: «Он нашёл себя безвластным правителем ненадёжной свиты, окружённый мятежами легионеров, беспокойством населения, волнениями среди союзников-варваров…» Сидоний также намекнул, что волнения в народе были вызваны неким военачальником-бургундом, а Иордан назвал имя римского солдата Урса, убившего Максима.
Хронист VI века Виктор Туннунский сообщил, что Гейзерих занял Рим на 3-й день после гибели Максима, грабил его в течение 14 дней и увёз в Карфаген тысячи пленников.
Короля вандалов в воротах города встретил папа Лев I и уговорил пощадить город от поджогов, а жителей от пыток и убийств. Проспер Аквитанский, непосредственный свидетель падения Рима, отметил в своей хронике: «когда всё подчинилось его власти, [Гейзерих] воздержался от огня, резни и казней. Итак, в течение следующих четырнадцати дней в ходе беспрепятственных и свободных розысков Рим был лишён всех своих богатств, а также вместе с царицей [Евдоксией] и её детьми в Карфаген были уведены многие тысячи пленников». Разорение Рима отличалось от более раннего грабежа готским вождём Аларихом в 410 году своим планомерным и методичным характером.

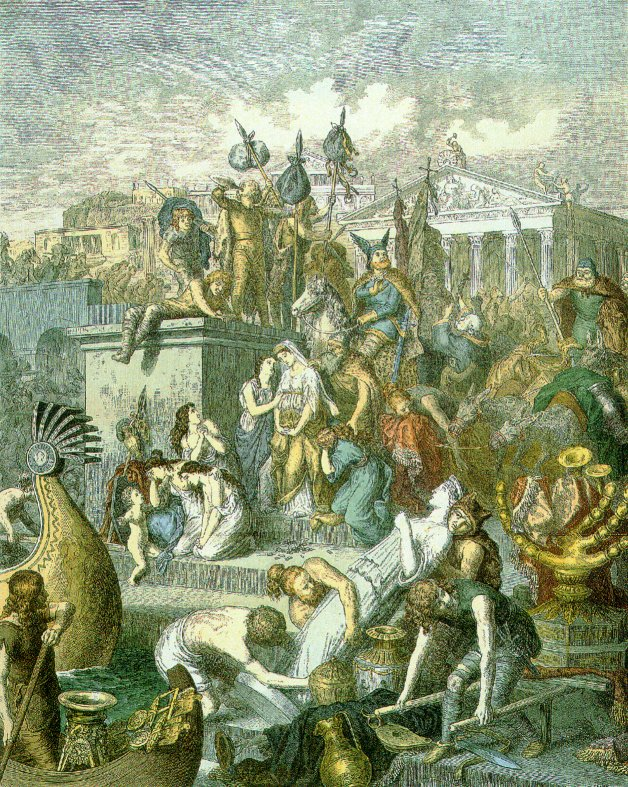
Разграбление Рима вандалами. Иллюстрация Г. Лейтманна

Прокопий перечислил добычу вандалов:

Гизерих взял в плен Евдоксию с её дочерьми от Валентиниана, Евдокией и Плацидией и, нагрузив на корабли огромное количество золота и иных царских сокровищ, отплыл в Карфаген, забрав из дворца и медь, и все остальное. Он ограбил и храм Юпитера Капитолийского и снял с него половину крыши. Эта крыша была сделана из лучшей меди и покрыта густым слоем золота, представляя величественное и изумительное зрелище. 

Из кораблей, что были у Гизериха, один, который вёз статуи, говорят, погиб, со всеми же остальными вандалы вошли благополучно в гавань Карфагена.— Прокопий Кесарийский. Война с вандалами; I:5
Прокопий также упомянул про иудейские сокровища из римского дворца, захваченные римским императором Титом Веспасианом в Иерусалиме в I веке.

## Последствия
Гейзерих разделил пленников из Рима между вандалами и маврами, участниками набега. Пленных, среди которых было много знатных людей, выкупали за деньги. Об участии католической церкви в их освобождении рассказал епископ Виктор Витенский. Дочь Евдоксии Евдокия была выдана замуж за Гунериха, сына Гейзериха. Рим после набега вандалов на месяц погрузился в безвластие. В июле 455 года новым императором был провозглашён военачальник в Галлии Марк Авит, соратник Аэция и друг готского короля Теодориха II.

## Память
Набег вандалов оставил заметный след в католической историографии, потому что Гейзерих не стал, подобно Алариху в 410 году, брать под защиту церковные храмы. Поэтому во время Великой Французской революции возник термин «вандализм», которым стали обозначать бессмысленное уничтожение духовных и материальных культурных ценностей. Термин, несмотря на свою явную недостоверность, прижился и вошёл во многие языки мира.